# Cliff Jones
Cliff Jones (Swansea, 7 febbraio 1935) è un ex calciatore gallese, di ruolo attaccante.

## Carriera
La sua carriera si sviluppò fra Swansea, Tottenham e Fulham prima di portarlo a calcare per lunghi anni i campi delle serie minori inglesi e gallesi. Il suo periodo più denso di soddisfazioni fu il decennio passato al Tottenham, nel quale vinse il campionato nel 1961, la FA Cup nel 1961, nel 1962 e nel 1967 e la Coppa delle Coppe nel 1963. Con la Nazionale gallese arrivò ai quarti al Mondiale del 1958.

## Palmarès

### Club
- Campionato inglese: 1

Tottenham: 1960-1961
- Coppa d'Inghilterra: 3

Tottenham: 1960-1961, 1961-1962, 1966-1967
- Charity Shield: 3

Tottenham: 1961, 1962, 1967
- Coppa delle Coppe: 1

Tottenham: 1962-1963